# I Nomadi 2
I Nomadi 2, o I Nomadi - Volume 2, è una raccolta dei Nomadi, edita dalla EMI.

## Tracce
1. Un giorno insieme   (3' 15")
2. Non dimenticarti di me   (3' 17")
3. Ala bianca   (2' 39")
4. Joe mitraglia   (7' 12")
5. La mia libertà   (2' 14")
6. Mille e una sera   (2' 53")
7. Senza discutere   (3' 21")
8. Il nome di lei   (2' 44")
9. Naracauli   (4' 10")
10. Luisa   (5' 41")